# بارناباش بشه
بارناباش بشه (مجاری: Barnabás Bese؛ زادهٔ ۶ مهٔ ۱۹۹۴) بازیکن فوتبال اهل مجارستان است.
از باشگاه‌هایی که در آن بازی کرده است می‌توان به باشگاه فوتبال اود-هورلی لوون، باشگاه فوتبال لو آور، و باشگاه فوتبال ام‌تی‌کی بوداپست اشاره کرد.
وی همچنین در تیم‌های ملی فوتبال زیر ۲۱ سال مجارستان، و مجارستان بازی کرده است.